# João Clifford
João Clifford, 9.º barão de Clifford (ou barão Clifford) (8 de abril de 1435 – 28 de março de 1461) foi um chefe militar inglês da casa de Lencastre durante a guerra das Rosas.

## Biografia
Foi filho de Tomás Clifford (1414-1455), 8.º barão de Clifford, e de Jeanne Dacre (antes de 1424 – antes de 1455). Herdou o título da família após a morte de seu pai, morto em 1455 durante a Primeira Batalha de St. Albans. É desde então um dos mais fervorosos partidários da causa Lencastre e chefia a ala direita do seu exército durante a batalha de Wakefield, a 30 de dezembro de 1460. A batalha é ganha e Clifford manda decapitar um ferido e capturado Edmundo de Iorque, o segundo filho de Ricardo Plantegeneta. Esse ato é visto como um assassinato pela casa de Iorque, enfurecendo Eduardo de Iorque que jura vingar-se. O ato é igualmente desaprovado por outros chefes dos Lencastre.
Clifford é morto três meses mais tarde durante a batalha de Ferrybridge, com uma seta na garganta. De seu casamento com Margarida Bromflete (1436-1493) teve quatro filhos: Henrique (que tomará o título de barão de Clifford em 1485), Ricardo, Tomás e Elisabete.
Clifford é uma das principais personagens da terceira parte da peça Henrique VI de William Shakespeare, na qual ele é descrito como sedento de vingança pela morte de seu pai e pessoalmente responsável pela decapitação de Edmundo de Iorque.